# Lobophytum legitimum
Lobophytum legitimum is een zachte koraalsoort uit de familie Alcyoniidae. De koraalsoort komt uit het geslacht Lobophytum. Lobophytum legitimum werd in 1970 voor het eerst wetenschappelijk beschreven door Tixier-Durivault. 